# Премия Николы Теслы (Спутник)
Премия Николы Теслы (англ. Nikola Tesla Award) — почётная награда премии «Спутник», присуждаемая Международной пресс-академией в знак признания «пионерами индустрии технологий кинопроизводства».
Впервые она была вручена Джорджу Лукасу 12 января 2003 года на 7-й ежегодной церемонии вручения премии «Золотой спутник». По состоянию на 2025 год, Нил Корбоулд является последним получателем награды.
Трофеем, присуждаемый лауреатам, является отлитый из бронзы бюст изобретателя Николы Теслы на мраморной основе с надписью получателя. Дизайн был разработан сараевским скульптором Драганом Раденовичем.

## Лауреаты
| Год            | Получатель                                         | Причина |
| -------------- | -------------------------------------------------- | --- |
| 2003           | Джордж Лукас                                       | За пожизненные дальновидные достижения в кинопроизводстве и его частной компании Lucasfilm, продолжающей расширять границы кинематографического искусства |
| 2004           | Джеймс Кэмерон                                     | За его выдающиеся эффекты и инновационные 3D-объективы |
| 2005 (январь)  | Джерри Льюис                                       | За внедрение методов видеопомощи и воспроизведения видео, которые стали отраслевыми стандартами                                                           |
| 2005 (декабрь) | Стэн Уинстон                                       | За его вклад в создание спецэффектов в кино |
| 2006           | Ричард Доннер                                      | За создание спецэффектов для фильма «Супермен» 1978 года, предшествовавших современным компьютерным изображениям                                          |
| 2007           | Деннис Мьюрен                                      | За его визуальные эффекты в кино, особенно с компьютерным цифровым рендерингом и композитингом                                                            |
| 2008           | Рик Бейкер                                         | За его новаторский грим, протезы и эффекты существ в кино                                                                                                 |
| 2009           | Роджер Дикинс                                      | За его творческую операторскую работу в кино |
| 2010           | Роберт А. Хэррис                                   | За его работу в качестве хранителя плёнки и историка |
| 2011           | Дуглас Трамбалл                                    | За его изобретения в кино и предпринимательскую деятельность                                                                                              |
| 2012           | Уолтер Мёрч                                        | За удостоенный наград звуковой дизайн и монтаж в кино |
| 2014           | Гаррет Браун                                       | За дальновидные достижения в технологии кинопроизводства                                                                                                  |
| 2015           | Industrial Light & Magic                           | За установление стандартов визуальных эффектов и создание одних из самых потрясающих изображений в истории кино                                           |
| 2016           | Роберт Резерфорд и Джонатан Миллер (Hive Lighting) | За их энергосберегающие системы плазменного освещения полного спектра без мерцания                                                                        |
| 2017           | Джон Толл                                          | За установление новой планки в будущее цифрового кинопроизводства                                                                                         |
| 2018           | Роберт Легато                                      | За его ловкое атмосферное владение визуальными эффектами                                                                                                  |
| 2019           | Кевин Бейлли                                       | За дальновидные достижения в технологии кинопроизводства                                                                                                  |
| 2020           | Джо Леттери                                        | За дальновидные достижения в технологии кинопроизводства                                                                                                  |
| 2021           | Дик Поуп                                           | За дальновидные достижения в технологии кинопроизводства                                                                                                  |
| 2022           | Джоан Коллинз Кэри                                 | За дальновидные достижения в технологии кинопроизводства                                                                                                  |
| 2023           | Райан Тадхоуп                                      | За дальновидные достижения в технологии кинопроизводства                                                                                                  |
| 2024           | Нил Корбоулд                                       | За дальновидные достижения в технологии кинопроизводства                                                                                                  |
| 2025           | Саймон Хейс                                        | За дальновидные достижения в технологии кинопроизводства                                                                                                  |